# Bulbul becgròs
El bulbul becgròs (Spizixos canifrons) és una espècie d'ocell de la família dels picnonòtids (Pycnonotidae). Es troba a Bangladesh, Xina, l'Índia, Laos, Myanmar i Tailàndia i Viernam. Els seus hàbitats principals són els boscos temperats, els boscos tropicals i subtropicals de frondoses humits de les terres baixes i de l'estatge montà, els matollars d'altura tropicals i subtropicals i les àrees forestals fortament degradades. El seu estat de conservació es considera de risc mínim.